# Allocosa karissimbica
Allocosa karissimbica är en spindelart som först beskrevs av Embrik Strand 1913.  Allocosa karissimbica ingår i släktet Allocosa och familjen vargspindlar. Inga underarter finns listade i Catalogue of Life.